# Lymantrichneumon disparis
Lymantrichneumon disparis är en stekelart som först beskrevs av Nikolaus Poda von Neuhaus 1761.  Lymantrichneumon disparis ingår i släktet Lymantrichneumon och familjen brokparasitsteklar. Arten är reproducerande i Sverige.

## Underarter
Arten delas in i följande underarter:
- L. d. monachae
- L. d. corsicator
- L. d. segmentalia

## Bildgalleri

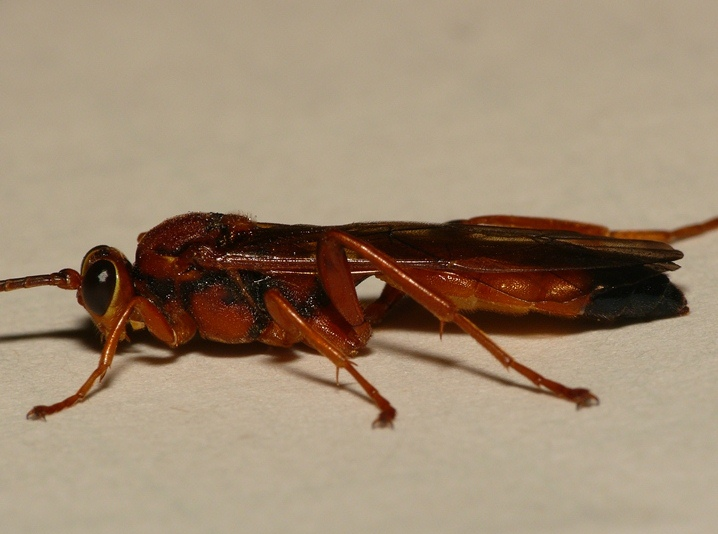
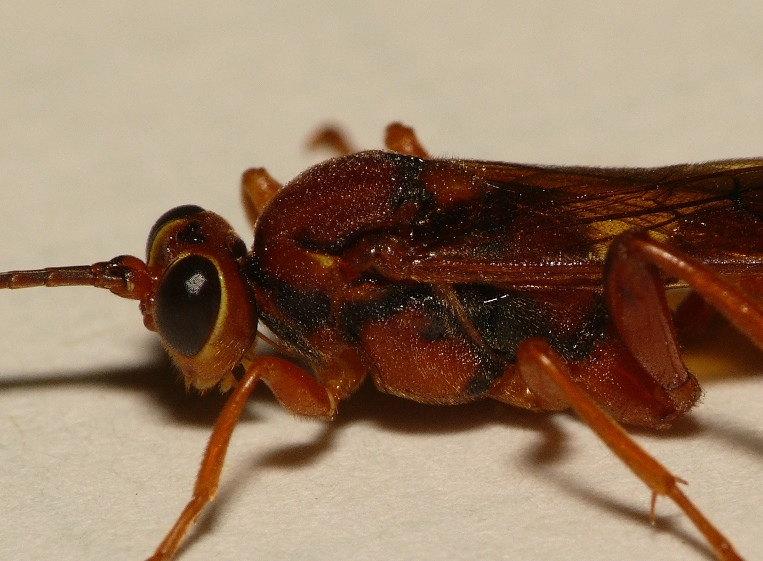
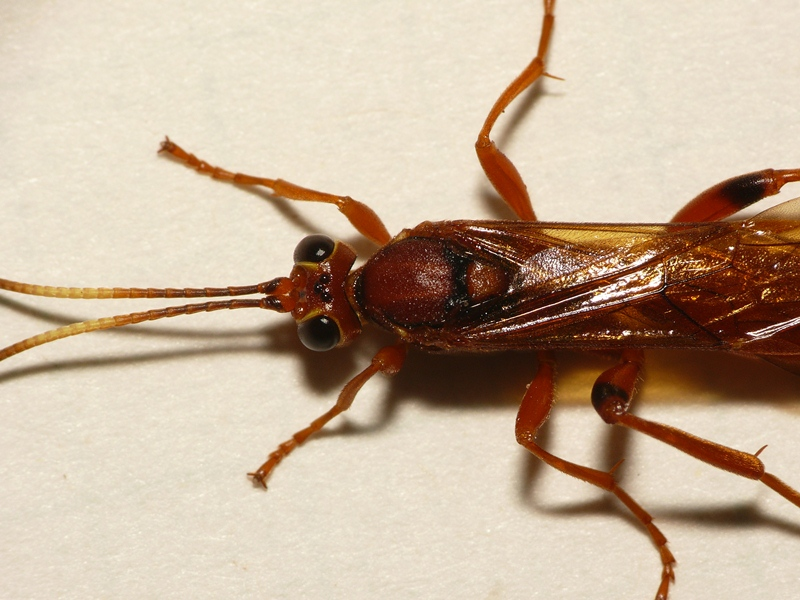
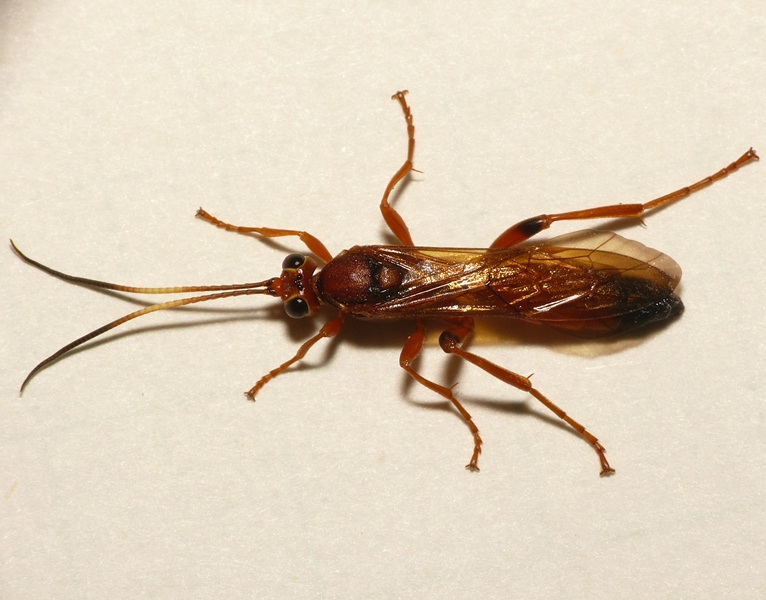